# Karosa LC 736
Karosa LC 736 je model dálkového a zájezdového autobusu, který vyráběla společnost Karosa Vysoké Mýto v letech 1984 až 1997 (prototyp již 1978). Jde o luxusnější variantu vozu LC 735.

## Konstrukce
Vůz LC 736 je konstrukčně téměř shodný s typem LC 735. Jedná se o dvounápravový autobus s polosamonosnou karoserií panelové konstrukce a motorem umístěným za zadní nápravou. V pravé bočnici se nacházejí dvoje výklopné dveře. Ty první jsou dvoukřídlé a umístěné před přední nápravou, druhé jsou jednokřídlé a nacházejí se za nápravou zadní. Na rozdíl od typu LC 735 jsou někdy tyto zadní dveře pouze nouzové, tedy nenacházejí se zde schody a dveře jsou vysoké od podlahy vozu ke stropu. Polohovatelné sedačky pro cestující jsou rozmístěny 2+2 na vyšších podestách, což umožnilo zvětšit objem zavazadlového prostoru, nacházejícího se mezi nápravami, z 3,5 m³ (Karosa C 734) na 5,3 m³ (LC 736). Nad sedadly jsou umístěny police s pevnými dny pro zavazadla (LC 735 má police síťované) a také rozvod čerstvého vzduchu, který si každý cestující může ovládat individuálně (tento rozvod LC 735 nemá). Zájezdové autobusy mají v prostoru předních dveří také často namontovanou sklopnou sedačku pro průvodce.

## Výroba a provoz
Prototyp vozu LC 736 vznikl roku 1978, o dva roky později byly vyrobeny dva prototypy tzv. expresní verze, která byla určena pro provoz na dálnicích a silnicích 1. třídy (jezdily např. mezi Prahou a Brnem). Sériová výroba probíhala v letech 1984 až 1997, po roce 1992 ale již v menších objemech. V roce 1997 byl vyroben již pouze jediný vůz dodaný do Ruska. Linkové a městské autobusy řady 700 byly nadále (do roku 1999) vyráběny pod označením řada 800, v nabídce byl i dálkový autobus Karosa LC 836, žádný zákazník si jej ale neobjednal. Mezi lety 1978 a 1997 bylo vyrobeno celkem 1718 vozů LC 736.
Autobusy LC 736 byly často (zejména po roce 1989) používány jako zájezdové a s českými a slovenskými občany projezdily snad celou Evropu. Tento typ je používán dodnes, počty provozovaných vozů se ale každým rokem zmenšují kvůli dodávkám moderních autokarů.

## Podtypy
- Karosa LC 736.00 (1984–1986) – nepřeplňovaný motor, zadní náprava „velká rába“
- Karosa LC 736.20 (1987–1988) – přeplňovaný motor, zadní náprava „malá rába“
- Karosa LC 736.21 (1988)
- Karosa LC 736.22 (1987)
- Karosa LC 736.40 (1988–1989) – rychlost zvýšena na 110 km/h, katalyzátor
- Karosa LC 736.41 (1989–1991)
- Karosa LC 736.1014 (1990–1991) – stejné jako podtyp .40
- Karosa LC 736.1022 (1990–1991) – výkonnější jednotka větrání
- Karosa LC 736.1022 (1991–1996, model 92) – osmirychlostní převodovka, vysouvatelné sedačky, klimatizace
- Karosa LC 736.1024 (1992) – střešní ventilace Webasto
- Karosa LC 736.1030 (1992–1993) – exportní verze pro Německo, zadní dveře uprostřed
- Karosa LC 736.1032 (1996) – prototyp s motorem Renault, prodloužená záď po vzoru řady 900

## Historické vozy
Soukromé sbírky:
- občanské sdružení Za záchranu historických autobusů a trolejbusů Jihlava (1 vůz)
- sdružení Historické autobusy (1 vůz)
- soukromý sběratel (1 vůz LC 736.20, ex ČSAD STTRANS)
- ČSAD autobusy Plzeň (1 vůz LC 736.20)
- soukromý sběratel (2 vozy: LC 736.1030 SPZ 5C5 1802, LC 736.00 SPZ 7C0 3674)
- BusLine (1 vůz LC 736.20, ex Jaroslav Zelinka)
- Petra Krausová (1 vůz LC 736.1014, SPZ 3AL 1430)
- Jan Kukla - Kukabus (1 vůz)
- RETROBUS Prostějov (1 vůz LC 736.1022, SPZ 1M3 3300)
- soukromý sběratel (1 vůz LC 736.1014, SPZ 2S3 9900)
- KHT Praha (děčínský vůz ev. č. 401)
- Auto Skaver-automuzeum Dětřichov (2 vozy: LC 736.1022 SPZ 5T6 4964, LC 736.1014 SPZ AX 52-56)
- soukromý sběratel (1 vůz LC 736.1014, SPZ 4E8 6589)